# قصيبة (لبنان)
القصيبة هي إحدى القرى اللبنانية من قرى قضاء بعبدا في محافظة جبل لبنان.
تبعد قصيبة (بعبدا) 25 كيلومترا عن بيروت عاصمة لبنان؟ ترتفع 580 مترا عن سطح البحر وتمتد على مساحة 283 هكتاراً (2.83 كيلومتر مربع)